# Jaume Pastallé
Jaume Pastallé (Terrassa, 1924 - Castellbell i el Vilar, 28 d'abril de 2004) fou un empresari i gastrònom català, presentador del programa culinari de TV3 Bona Cuina.

## Biografia
Va néixer el 1924 a Terrassa i va ser empresari tèxtil fins que la crisi del sector va obligar-lo a tancar les seves tres empreses. Aleshores va decidir dedicar-se a l'hostaleria i va obrir un restaurant que el va acabar portant a la televisió, al programa culinari Bona Cuina, gràcies al qual més endavant va fer-se molt conegut. Va presentar aquest popular programa de Televisió de Catalunya durant la seva emissió entre el 1987 i el 1993. Es va destacar pel to irònic i divertit dels seus comentaris i, sobretot, perquè sempre acabava amb un simpàtic rodolí davant del plat cuinat durant el programa. També es va fer famosa la seva frase I que tinguin una bona cuina.
Arran de la seva col·laboració televisiva Pastallé va escriure uns quants llibres de gastronomia, com Fem Cuina Amb en Jaume Pastallé.
La seva última intervenció a Televisió de Catalunya va ser durant la primera edició del programa d'Albert Om Jo vull ser, que tenia com a protagonista el cuiner Ferran Adrià.
Va morir als 79 anys, el dimecres 28 d'abril de 2004, desprès d'una llarga malaltia, al seu domicili del barri de Sant Cristòfol de Castellbell i el Vilar.